# Batzarro
Batzarro (Wayne Bruce) est un personnage de fiction, un super-vilain appartenant à DC Comics. C'est un double de Batman comme Bizarro pour Superman. Il est apparu pour la première fois dans le comic book Superman #181 en avril 2002, créé par Jeph Loeb. Mais Batzarro commence vraiment dans  World's Finest Comics #156 en 1966 par Curt Swan et Sheldon Moldoff sous le nom de Bizarro Batman.  En juin 2005 Batzarro apparait dans Superman/Batman #20 en costume blanc.

## Biographie du personnage
Batzarro se nomme lui-même le pire détective du monde. Il a été créé par le Joker. D'ailleurs c'est le Joker qui tue Batzarro en essayant de tirer sur Batman. Le Joker avoue qu'il avait créé Batzarro dans le seul objectif de pouvoir tuer un Batman.

## Apparitions dans d'autres médias
Batzarro apparaît dans le jeu vidéo DC Universe Online.
Il apparaît également dans le film d'animation : Lego DC Comics Super Heroes : La Ligue des Justiciers contre la Ligue des Bizarro.

## Citations
"Moi suis le Pire Détective du Monde !" 